# Eggingen
Eggingen è un comune tedesco di 1 773 abitanti,, situato nel land del Baden-Württemberg.